# Brownsville, New South Wales
Brownsville är en förort i Australien. Den ligger i kommunen City of Wollongong och delstaten New South Wales, i den sydöstra delen av landet, omkring 79 kilometer sydväst om delstatshuvudstaden Sydney. Antalet invånare är 513.
Trakten är tätbefolkad. Närmaste större samhälle är Wollongong, omkring 10 kilometer nordost om Brownsville. Genomsnittlig årsnederbörd är 1 352 millimeter. Den regnigaste månaden är februari, med i genomsnitt 211 mm nederbörd, och den torraste är juli, med 36 mm nederbörd.